# Lionheart (película de 2018)
Lionheart es una película dramática nigeriana de 2018 producida por Chinny Onwugbenu y dirigida por Genevieve Nnaji. Está protagonizada por Pete Edochie, Genevieve Nnaji y Nkem Owoh. Fue adquirida por Netflix el 7 de septiembre de 2018, convirtiéndola en la primera película original de Netflix producida en Nigeria. Se estrenó en el Festival Internacional de Cine de Toronto 2018 en Canadá. Fue el debut como director de Nnaji así como el debut actoral de Peter Okoye y Chibuzor Azubuike. Se estrenó a nivel mundialel 4 de enero de 2019 en Netflix.
Fue seleccionada como la entrada de Nigeria al Mejor Largometraje Internacional en los 92o Premios de la Academia. Esa era la primera vez que el país presentaba una película a los Óscar. El 4 de noviembre de 2019, la Academia descalificó la película porque la mayor parte del diálogo es en inglés y solo unos diez minutos están en igbo.

## Sinopsis
Adaeze Obiagu (Nnaji), quiere sustituir a su padre, Ernest Obiagu (Pete Edochie), pues ya no puede dirigir su empresa debido a problemas de salud. Sin embargo, su hermano Godswill ( Nkem Owoh ) es el elegido para que ocupe su lugar. Los hermanos deberán trabajar juntos para salvar a la empresa de las deudas y la amenaza de adquisición por parte del empresario Igwe Pascal (Kanayo O. Kanayo).

## Elenco
- Genevieve Nnaji
- Nkem Owoh
- Pete Edochie
- Onyeka Onwenu
- Kanayo O. Kanayo

## Producción
Fue producida por Chinny Onwugbenu para MPM Premium en asociación con The Entertainment Network. Netflix adquirió los derechos de distribución mundial de la película el 7 de septiembre de 2018, un día antes de su estreno en el Festival Internacional de Cine de Toronto 2018.

## Lanzamiento
El 24 de agosto de 2018 se lanzó un avance de la película. El 4 de enero de 2019, estuvo disponible para su transmisión en todo el mundo a través de Netflix.

## Recepción crítica
"Lionheart" obtuvo críticas favorables. En el sitio web de reseñas Rotten Tomatoes, tiene una aprobación del 100% con una calificación promedio de 6.33/10 basada en 7 reseñas. Nollywood Reinvented mencionó en su reseña de la película que "funciona porque es sincera", y la califica con un 61%. Womentainment, en cambio, se centró en la protagonista y directora, Genevieve Nnaji, y recomendó que la gente vea la película "por la mujer feroz que protagoniza y dirige". Nollywood Post elogió además a Genevieve Nnaji en su reseña: "Lionheart fue una historia satisfactoria para contar a favor del feminismo sin ser demasiado el tema."
Mientras tanto, la película también recibió algunas críticas negativas debido a lo que algunas personas percibieron como una trama "poco realista". La revisión del sitioweb Nairametrics señaló que los escritores/productores no investigaron adecuadamente el funcionamiento del entorno corporativo antes de realizar la película. Como resultado, se cometieron algunos errores menores.